# Ochodaeus holzschubi
Ochodaeus holzschubi es una especie de coleóptero de la familia Ochodaeidae.

## Distribución geográfica
Habita en Turquía.